# Verbo ditransitivo
La ditransitividad o bitransitividad es una característica propia de algunos verbos que les confiere la propiedad de poder seleccionar un objeto directo y un objeto indirecto, permitiendo precisar el alcance del verbo. Los verbos ditransitivos por tanto son un ejemplo de diátesis hipertranstiva. Ejemplos:
Presentar ('dar a conocer'). Siempre es necesario especificar qué/quién se presenta y a qué/quién se presenta para completar la frase.
Regalar. Siempre algo/alguien regala algo a alguien; el verbo en sí mismo (o con uno solo de los objetos) no precisa la acción.
Los verbos ditransitivos o bitransitivos pueden aparecer sin alguno de los objetos cuando este está claramente determinado por el contexto o en los casos de uso absoluto, es decir, cuando la acción expresada por el verbo es importante en sí misma.
Algunos verbos ditransitivos admiten voz pasiva.